# 二所ノ関軍右エ門
二所ノ関 軍右エ門（にしょのせき ぐんえもん、1760年〈宝暦10年〉 - 1823年3月17日〈文政6年2月5日〉）は、伊勢ノ海部屋及び柏戸部屋に所属した元力士。四賀峰東吉（元大関）は甥、娘婿に当たる。
本名は小田島 音藏。身長184cm、体重109kg。出身地は現在の岩手県北上市（旧・陸奥国和賀郡）。最高位は西大関。南部藩の抱えであった。

## 経歴・人物
最初は南部相撲で相撲人生をスタートさせた。1783年3月に初土俵（二段目〈現在の幕下〉）を踏んだ。1786年3月東二段目6枚目にあがり、現在でいう十枚目昇進を果たす。1789年11月場所、西十両筆頭で7勝1敗2分の優勝相当成績を挙げ、翌1790年3月場所で新入幕を果たした。そして、いきなりこの場所で8勝1敗の優勝次点（小野川喜三郎〈のちの第5代横綱〉が8勝1無の成績で、優勝相当成績となった）の好成績を挙げ、幕内に定着することが出来た。その後1791年11月場所で6勝1敗1休1分1無，新小結となった翌1792年3月場所で8勝0敗1預1無の好成績を挙げているが、当時の幕内は小野川，谷風〈のちの第4代横綱〉の両横綱に史上最強力士と謳われた雷電爲右エ門（元大関）がおり、しかも3人の全盛期に当たってしまった（尤も、谷風は1795年1月にインフルエンザで現役死しているが）ために幕内で優勝相当成績を挙げることは出来なかった。それでも、谷風と小野川が横綱免許を授与された時には、横綱伝授の介添役を務めた。
1796年10月場所で関脇に昇進。そして、1804年3月場所で雷電や他の雲州出身力士の不出場の恩恵を受け、大関に昇進したが、大関での本場所の土俵に上がることは出来ず（9休）、1場所で関脇に陥落した。しかし幕内在位は17年の長きにも及び、1807年2月場所限りで引退した時は47歳になっていた。
現役末期の1806年11月場所より年寄・二所ノ関を襲名し、二枚鑑札となっていた。後に、昭和時代に一時代を築く事になる二所ノ関部屋の開祖となった人物である。ただ二所ノ関が江戸所属の名跡になるのは幕末の頃で、当時は南部相撲の名跡だった。南部相撲では小頭を務め、弟子育成にも熱心だったと伝わる。年寄在職中の1823年2月5日に死去。63歳だった。
幕内通算 24場所 70勝21敗14分2預6無104休の成績を残した（但し、江戸時代故、記録に散佚が見られる）。優勝相当成績1回（十両時代の1789年11月場所）。
改名歴は4回ある：瀧ノ上 → 瀧之上（1787年5月場所） → 瀧ノ上（1787年11月場所-） → 錦木（1788年11月場所-） → 二所ノ関　軍右エ門（1806年10月場所-）　この内、「錦木塚右エ門」は南部の名勝「錦木塚」に因んだと言われ、この四股名でも有名である。

## 場所別成績
| 1783年 | 幕下付出 –               | 西幕下11枚目 –           |
| 1784年 | 幕下 –                   | 幕下 –                   |
| 1785年 | x                        | x                        |
| 1786年 | 東幕下6枚目 4–2 2分1無   | 西幕下3枚目 4–3 1預1無   |
| 1787年 | 西幕下4枚目 – 興行中止   | 西幕下2枚目 0–0          |
| 1788年 | 西幕下2枚目 0–0          | 西幕下3枚目 5–2 1預1無   |
| 1789年 | 西幕下3枚目 6–1          | 西幕下筆頭 7–1           |
| 1790年 | 西前頭5枚目 8–1          | 西前頭2枚目 3–3 4分      |
| 1791年 | 西前頭2枚目 3–2–3 1分1無 | 西前頭2枚目 6–1–1 1分1無 |
| 1792年 | 西小結 8–0 1預1無        | 西前頭筆頭 2–0–1         |
| 1793年 | 西前頭筆頭 4–0–5         | 西前頭2枚目 3–2–2 2分1無 |
| 1794年 | 西前頭2枚目 0–0–10       | 西前頭筆頭 2–1–5 1分1無  |
| 1795年 | 西小結 0–0–5             | 番付非掲載 不出場        |
| 1796年 | 番付非掲載 不出場        | 西関脇 0–0–10            |
| 1797年 | 西関脇 1–2–5 1分1無      | 番付非掲載 不出場        |
| 1798年 | 番付非掲載 不出場        | 番付非掲載 不出場        |
| 1799年 | 番付非掲載 不出場        | 番付非掲載 不出場        |
| 1800年 | 番付非掲載 不出場        | 東前頭筆頭 0–0–10        |
| 1801年 | 番付非掲載 不出場        | 番付非掲載 不出場        |
| 1802年 | 番付非掲載 不出場        | 番付非掲載 不出場        |
| 1803年 | 西小結 4–1–1 1預         | 西小結 0–0–10            |
| 1804年 | 西大関 0–0–9             | 西小結 3–3–4             |
| 1805年 | 西小結 6–2–2             | 西小結 4–1–3 2分         |
| 1806年 | 西小結 0–0–5             | 西小結 5–0–5             |
| 1807年 | 西小結 引退 1–1–8        | x                        |
| 各欄の数字は、「勝ち-負け-休場」を示す。 優勝 引退 休場 十両 幕下 三賞：敢=敢闘賞、殊=殊勲賞、技=技能賞 その他：★=金星 番付階級：幕内 - 十両 - 幕下 - 三段目 - 序二段 - 序ノ口 幕内序列：横綱 - 大関 - 関脇 - 小結 - 前頭（「#数字」は各位内の序列） |                          |                          |

- この成績表でテンプレートの仕様上「幕下」となっている部分は、番付表の上から二段目であるため、「二段目」と呼ぶ方が正確である。当時は段ごとに力士の地位を待遇差で区別する発想がまだ確立しておらず、二段目以下でも番付表で「前頭」（「同」表記でない）と書かれている部分までは「幕内格」と見るべきだという説がある。